# Peter Bell (film)
Série
Peter Bell 2
(2003)
Pour plus de détails, voir Fiche technique et Distribution.
Peter Bell (Pietje Bell) est un film néerlandais de comédie réalisé par Maria Peters et sorti en 2002.

## Synopsis
Un enfant nommé Peter Bell sème la terreur dans Rotterdam, sa ville natale. Il se retrouve souvent à la une des journaux, ce qui n'étonne personne. 
Accusé d'une chose qu'il n'a jamais faite, il tente de prouver son innocence et de faire oublier ses mauvaises actions. De plus, il a un ami qui l'a trahi...

## Fiche technique
- Titre : Peter Bell
- Titre original : Pietje Bell
- Réalisation : Maria Peters
- Scénario : Maria Peters d'après le roman de Chris van Abkoude
- Musique : Henny Vrienten
- Photographie : Hein Groot
- Montage : Ot Louw
- Production : Hans Pos et Dave Schram
- Société de production : Shooting Star Filmcompany, Katholieke Radio Omroep et Filmpool Film und Fernsehproduktion
- Pays :  Pays-Bas et  Allemagne
- Genre : Comédie
- Durée : 110 minutes
- Dates de sortie : 
  - Pays-Bas : 17 novembre 2002

## Distribution
- Quinten Schram (VF : Maëlys Ricordeau) : Pietje Bell (Peter Bell)
- Arjan Ederveen : Drogist Geelman
- Frensch de Groot : Sproet
- Jordy Mul : Engeltje
- Serge Price : Kees
- Nicky Burger : Jaap
- Myrte Ouwerkerk : Sophie / Klaas
- Katja Herbers (VF : Claire Beaudoin) : Martha Bell
- Bram van der Vlugt : Saint Nicolas

## Suite
Le film a connu une suite, Peter Bell 2 en 2003. 
De nouvelles aventures attendent Peter Bell. Il est accusé d'un cambriolage par son voisin. Mis en prison il se sauve par un de ses tours. 
Il veut se venger. Une fille veut entrer dans le groupe formé par Peter, appelé La Main noire.